# Carol Rifka Brunt
Carol Rifka Brunt (geboren 1970 in Queens) ist eine US-amerikanische Schriftstellerin.

## Leben
Carol Rifka Brunt wuchs in Pleasantville, New York auf und studierte Englisch, Mittelalterliche Geschichte und Philosophie an der University of St. Andrews in Schottland mit einem M.A.-Abschluss. Sie lebte danach wieder in den USA, in Kanada und seither am Arbeitsort ihres Mannes, einem Astronomen, in Dartmoor in Großbritannien. Rifke Brunt hat drei Kinder.
Brunt schreibt für verschiedene Zeitschriften. Ihr erster Roman Tell the Wolves I'm Home erschien 2012 und gelangte 2013 auf die The New York Times Best Seller list. Bis zum Jahr 2019 war das Buch in 18 Sprachen übersetzt worden.

## Schriften (Auswahl)
- Tell the Wolves I'm Home. London :  Macmillan, 2012
  - Sag den Wölfen, ich bin zu Hause. Roman. Übersetzung Frauke Brodd. München : Eisele, 2019